# Le Vigeant
 Le Vigeant  es una población y comuna francesa, en la región de Poitou-Charentes, departamento de Vienne, en el distrito de Montmorillon y cantón de L'Isle-Jourdain (Vienne).

## Demografía
| 1283 | 1401 | 1215 | 997 | 828 | 777 |
| Para los censos de 1962 a 1999 la población legal corresponde a la población sin duplicidades (Fuente: INSEE [Consultar]) |      |      |     |     |     |